# Kiss the Goat
Kiss the Goat debitantski je studijski album švedskog black metal-sastava Lord Belial. Album je u svibnju 1995. godine objavila diskografska kuća No Fashion Records. 

## O albumu
Grčka je diskografska kuća Floga Records 2014. godine ponovno objavila album, objavljujući ga po prvi put u vinilnoj inačici; ovo je izdanje bilo ograničeno na 500 primjeraka te je omot albuma bio djelomično prerađen.
Omot i knjižica albuma izvorno nisu trebale biti ružičasti, no takvima su završile greškom proizvođača.
Na naslovnici albuma, ispod naziva albuma, nalazi se latinska poslovica "sic transit gloria mundi", što se na hrvatski jezik prevodi kao "tako prolazi slava svijeta".

## Popis pjesama
| 1.    | »Hymn of the Ancient Misanthropic Spirit of the Forest« | 5:20 |
| 2.    | »Satan Divine«                                          | 3:59 |
| 3.    | »Grace of God«                                          | 4:14 |
| 4.    | »The Ancient Slumber«                                   | 5:40 |
| 5.    | »Into the Frozen Shadows«                               | 5:36 |
| 6.    | »The Art of Dying« (instrumental)                       | 1:38 |
| 7.    | »Osculum Obscenum« (Bestidni poljubac)                  | 3:00 |
| 8.    | »Mysterious Kingdom«                                    | 6:08 |
| 9.    | »In the Light of the Fullmoon«                          | 5:01 |
| 10.   | »Lilith - Demonic Queen of the Black Light«             | 4:36 |
| 45:12 |                                                         |      |

| Bonus pjesma s japanske inačice | Bonus pjesma s japanske inačice | Bonus pjesma s japanske inačice | Bonus pjesma s japanske inačice | Bonus pjesma s japanske inačice | Bonus pjesma s japanske inačice | Bonus pjesma s japanske inačice | Bonus pjesma s japanske inačice | Bonus pjesma s japanske inačice | Bonus pjesma s japanske inačice |
| Br.                             | Skladba                         | Trajanje                        |                                 |                                 |                                 |                                 |                                 |                                 |                                 |
| ------------------------------- | ------------------------------- | ------------------------------- | ------------------------------- | ------------------------------- | ------------------------------- | ------------------------------- | ------------------------------- | ------------------------------- | ------------------------------- |
| 11.                             | »Bleed on the Cross«            | 2:59                            |                                 |                                 |                                 |                                 |                                 |                                 |                                 |
| 48:11                           |                                 |                                 |                                 |                                 |                                 |                                 |                                 |                                 |                                 |

## Recenzije
Steve Huey, glazbeni kritičar sa stranice AllMusic, dodijelio je albumu tri od pet zvjezdica te je komentirao: "Debitantski album Lorda Beliala, Kiss the Goat, spaja elegantnu gotičku melankoliju i pomahnitali bijeli šum skandinavskog black metala sa snažnim i tehničkim gitarističkim rifovima te bubnjarskim blast beatovima tradicionalnijeg death metala. Općenito govoreći, glazba sastava puno je melodičnija od one većine drugih sličnih grupa (ili je barem pamtljivija), čineći ovo vrlo obećavajućim debitantskim albumom."

## Zasluge
| Lord Belial - Dark – vokali, gitara - Vassago – vokali, solo gitara - Bloodlord – bas-gitara - Sin – bubnjevi, ilustracije Dodatni glazbenici - Jenny "Lilith" Andersson – flauta | Ostalo osoblje - Daniel Bergstrand – produkcija - Petri Stjernwall – fotografija - Tore Isaksson – naslovnica - Tom Martinse – omot albuma, dizajn, ilustracije |